# Szőnyi Imre
Szőnyi Imre (Makó, 1890. december 14. – Makó, 1973. január 4.) magyar országgyűlési képviselő (FKGP).

## Életpályája
Szülei: Szőnyi Ferenc és Bihari Rozália voltak. 1904–1911 között a családi gazdaságban dolgozott. 1911-ben katonának állt. 1914–1918 között orosz, román, olasz fronton harcolt. 1918-ban tért vissza Makóra; egy Makóhoz közeli tanyán élt családjával. Az 1920-as évektől tagja volt a Nagyatádi Szabó István-féle kisgazdapártnak. 1923 után illetve 1930-as válását követően már nem tudta fenntartani gazdaságát, így 1937-ben visszaköltözött Makóra. 1930-ban a Független Kisgazdapárt tagja lett. 1941-ben a Magyar Parasztszövetség megyei vezetőségi tagja lett. 1944-ben az újjáalakult Független Kisgazdapárt tagja volt. 1945–1948 között Csanád vármegye pártelnöke volt. 1945-ben a Csanád Vármegyei Nemzeti Bizottság, a makói képviselő-testület és a vármegyei törvényhatósági bizottság tagja lett. 1945-ben országgyűlési képviselővé választották. 1947-ben ismét parlamenti mandátumot kapott. 1947 őszén együttműködött az Erőss János-Pártay Tivadar csoporttal. 1948-ban szembekerült Dobi István miniszterelnök nézeteivel, így fegyelmi eljárást indítottak ellene; 1948-ban lemondott. 1956. október 30-án a makói nemzeti bizottság alelnöke lett. 1956. november 4-én Kistarcsára internálták, de idős korára való tekintettel nemsokára szabadon engedték.
Tagja volt a Makói Gazdasági Egyesületnek és a Csanád vármegyei Gazdasági Egyesületnek.

## Magánélete
1919-ben házasságot kötött Görbe Eszterrel (?-1923). Két lányuk született. 1961-ben házasságot kötött Márton Juliannával.